# Numero di Sommerfeld
Nella progettazione dei cuscinetti, il numero di Sommerfeld (S) è una quantità adimensionale ampiamente utilizzata nell'analisi della lubrificazione idrodinamica, in cui riveste grande importanza perché contiene tutte le variabili normalmente specificate dal progettista. 
Deve il nome al fisico tedesco Arnold Sommerfeld (1868-1951). 

## Definizione
Il numero di Sommerfeld è tipicamente definito dalla seguente equazione.
{\displaystyle \mathrm {S} =\left({\frac {r}{c}}\right)^{2}{\frac {\mu N}{P}}}
Dove: 
S è il numero di Sommerfeld o il numero caratteristico del cuscinetto
r è il raggio dell'albero
c è il gioco radiale
µ è la viscosità dinamica del lubrificante
N è la velocità dell'albero rotante in giri al secondo
P è il carico per unità di area proiettata del cuscinetto
La seconda parte dell'equazione è detta numero di Hersey. Tuttavia in alcuni testi è utilizzata una definizione alternativa per S, basata sulla velocità angolare:
{\displaystyle \mathrm {S} =\left({\frac {r}{c}}\right)^{2}{\frac {\mu \mathbb {N} }{P}}=\left({\frac {r}{c}}\right)^{2}{\frac {\mu \omega LD}{W}}}
Dove: 
{\displaystyle \omega } è la velocità angolare dell'albero in rad/s.
W è il carico applicato
L è la lunghezza del cuscinetto
D è il diametro del cuscinetto
È perciò necessario verificare quale definizione è stata utilizzata quando si fa riferimento ai dati di progettazione o sui libri di testo, poiché il valore di S differirà di un fattore 2π. 

## Derivazione

### Legge di Petroff
Il metodo di Petroff per l'analisi della lubrificazione assume che albero e cuscinetto siano concentrici ed è stato il primo a spiegare il fenomeno dell'attrito nei cuscinetti. Questo metodo, da cui si ottiene l'equazione nota come legge di Petroff, è utile perché definisce parametri adimensionali rilevanti e prevede abbastanza accuratamente il valore del coefficiente di attrito, anche quando l'albero non è concentrico.
Considerando un albero verticale rotante all'interno di un cuscinetto, si può assumere che il cuscinetto sia sottoposto a un carico trascurabile, che lo spazio di gioco radiale sia completamente riempito di lubrificante e che le perdite siano trascurabili. La velocità superficiale dell'albero è: {\displaystyle U=2\pi rN}, dove N è la velocità di rotazione dell'albero in giri al secondo. 
Lo sforzo di taglio nel lubrificante può essere rappresentato come segue: 
{\displaystyle \tau =\mu \left.{\frac {\partial u}{\partial y}}\right|_{y=0}}
Assumendo una velocità di taglio costante si ottiene 
{\displaystyle \tau =\mu {\frac {U}{h}}={\frac {2\pi r\mu N}{c}}}
La coppia massima sopportabile dallo strato di lubrificante è 
{\displaystyle T=\left(\tau A\right)\left(r\right)=\left({\frac {2\pi r\mu N}{c}}\right)\left(2\pi rl\right)\left(r\right)={\frac {4\pi ^{2}r^{3}l\mu N}{c}}}
Se il carico radiale W  che agisce sull'albero, e quindi sul cuscinetto, è piccolo, allora la forza di attrito può essere considerata uguale al prodotto fW, con la coppia di attrito rappresentata da 
{\displaystyle T=fWr=2r^{2}flP}
Dove 
W è la forza che agisce sul cuscinetto
P è il carico radiale per unità di area del cuscinetto proiettata (pressione)
f è il coefficiente di attrito
Se si considera trascurabile il piccolo carico radiale W, ponendo le due espressioni della coppia uguali tra loro e risolvendo l'equazione ponendo come incognita il coefficiente di attrito si ottiene 
{\displaystyle f=2\pi ^{2}{\frac {\mu N}{P}}{\frac {r}{c}}}
Nota come legge (o equazione) di Petroff, fornisce in modo rapido e semplice stime ragionevoli dei coefficienti di attrito di cuscinetti leggermente caricati. 